# 格奥尔基·拉察比泽
格奥尔基·拉察比泽（IPA：[ɡiɔrɡi lat͡sabid͡zɛ]；1978年4月15日—），格鲁吉亚裔美国钢琴家，作曲家。於2012年入美國籍。

## 生平

### 教育

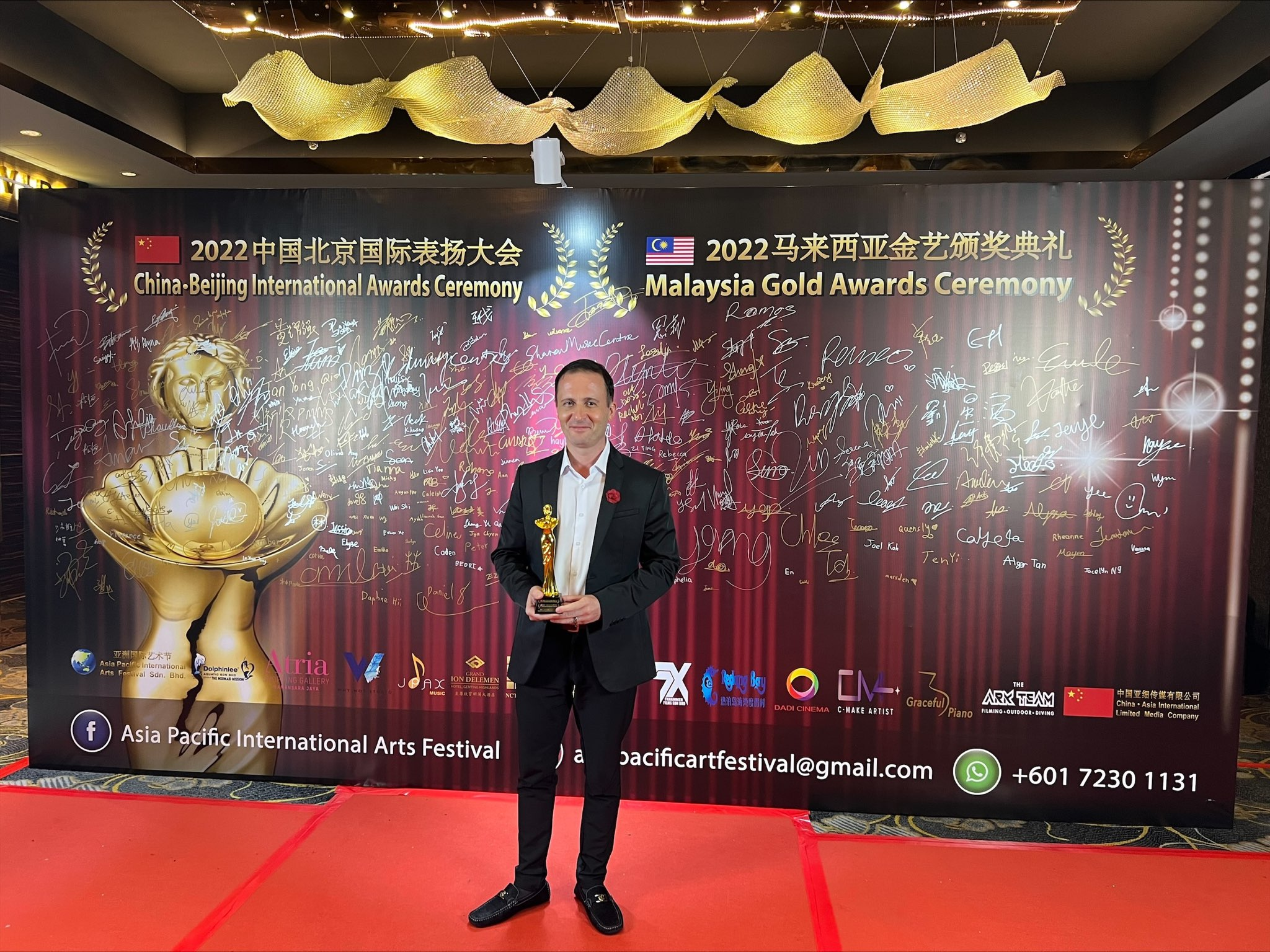
2022中国上海国际音乐大赛

格奥尔基·拉察比泽6歲開始學琴，8歲首次登台，從1996年至2001年在第比利斯國立音樂學院的接受他的早期音樂教育並獲得喬治亞總統獎學金，後在汉诺威音乐与戏剧学院獲得碩士學位，在萨尔茨堡莫扎特音乐大学獲得藝術家文憑，在美國的南加州大學桑頓音樂院獲得博士學位。他的老師包括Rusudan Chodzava，拉扎尔·贝尔曼和斯图尔特·L·戈登。

### 职业生涯
拉察比泽7歲進入第比利斯的音樂學校，10歲代表學校贏得喬治亞全國比賽冠軍，得以被邀請在第比利斯音樂廳表演舒曼的《兒時情景》。之後又應邀與喬治亞州管弦樂團合作演出葛利格鋼琴協奏曲，及貝多芬第1號鋼琴協奏曲。
拉察比泽的演奏足跡遍及全世界，其演出曾在多國的電台與電視節目播出。他演奏的形態包括獨奏、室內樂、協奏曲，並且也經常在各地开办大師班。
他在2000年至2003年受聘擔任第比利斯音樂文化中心的獨奏家。2005年受邀到奧地利巡迴表演。他連續三年被州長弗朗兹·沃夫斯邀請在格拉茨埃根博格城堡演奏。他在維也納，薩爾斯堡及利恩茨與管弦樂團合作演出的貝多芬第5號鋼琴協奏曲“皇帝”受到好评。2008年夏，他在夏威夷與法國尼斯演奏李斯特十二首超技練習曲，同年11月他在美國洛杉磯舉行獨奏會，且发行了独奏会的现场录音及录像。

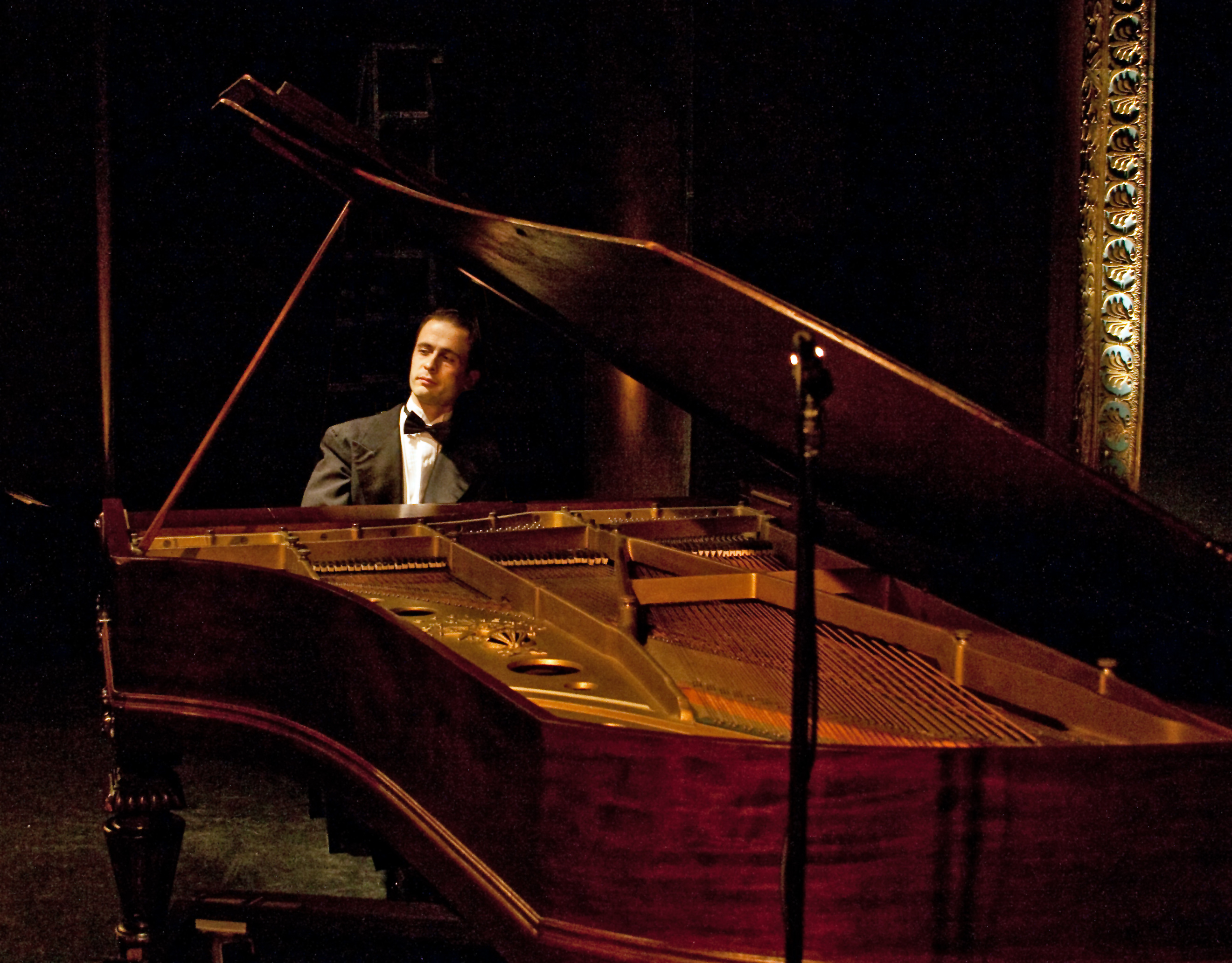
格奥尔基·拉察比泽，2012年

2012年，拉察比泽受教宗本篤十六世邀請於其在梵蒂岡的住所演奏。
拉察比泽被列入第65版的美國名人錄（Who's Who in America）與2011年美國藝術名人錄（Who's Who in American Art），並於2011年經由美國音樂榮譽協會Pi Kappa Lambda認可成為全世界承認的榮譽會員。

### 教学活动
拉察比泽在2007-2010年擔任全美教師協南加大桑頓音樂學院分會的會長。他曾任教於南加州大學，梓太平洋大學，目前在格倫代爾社區學院教授鋼琴。

## 获奖与荣誉
- 喬治亞全國大賽首獎（1988，喬治亞第比利斯）
- Eniio Porrino國際鋼琴大賽三獎（1998，義大利卡利亚里）
- 尼古萊·魯賓斯坦國際鋼琴大賽金牌（1999，法國巴黎）[1]
- 耶胡迪·梅纽因國際鋼琴小提琴大賽（2005，奧地利薩爾斯堡）
- 青年艺术家鋼琴比賽首獎（2006，美國洛杉磯）

### 特殊榮譽及獎學金
- 弗拉基米尔·斯皮瓦科夫（英语：Vladmir Spivakov）獎（2001，喬治亞）
- 喬治亞總統獎學金（1999-2003，喬治亞）
- 喬治亞總統榮譽獎（1999，2002，2003，喬治亞）
- 德國瑪莉昂·德霍夫（英语：Marion Dönhoff）伯爵夫人獎（2002，德國）
- DAAD德國學術交流獎（2003，2004，德國）
- MTNA 學術優秀成就獎 (2004，美國洛杉磯）
- 南加大桑頓音樂學院鍵盤系頒榮譽獎（2007年5月10日，美國洛杉磯）
- 南加大桑頓音樂學院鍵盤系頒卡罗尔·霍格尔（英语：Carol Hogel）音樂獎學金（2007年12月5日，美國洛杉磯）
- 列支敦士玛丽·金斯基王妃獎（2007，列支敦士登）

## 唱片目录
- 2005: DVD: Auf den Spuren von Wolfgang Amadeus Mozart; DVD documentary on Latsabidze in Salzburg, K-TV Austria.
- 2006: DVD: Original music score composed by Latsabidze for the film Twilight's Grace, Los Angeles.
- 2009: CD/DVD: Latsabidze: The Recital; Onward Entertainment, Los Angeles.
- 2010: Claude Debussy: 12 Préludes. (Book II) - CD & DVD; Los Angeles, LLC
- 2010: The IG-Duo performs works by Szymanowski, Brahms, Bizet-Waxman, Latsabidze. - DVD; Wigmore Hall, London. Red Piranha Films LLC.[2]
- 2011: CD/DVD: Frédéric Chopin: 24 Preludes, Op.28; Robert Schumann: Kreisleriana, Op.16. Goyette Records Co.
- 2011: DVD:  Latsabidze Plays Mozart Concerto N 21. Clap & Tap Production Taiwan